# Steven I van Wisch

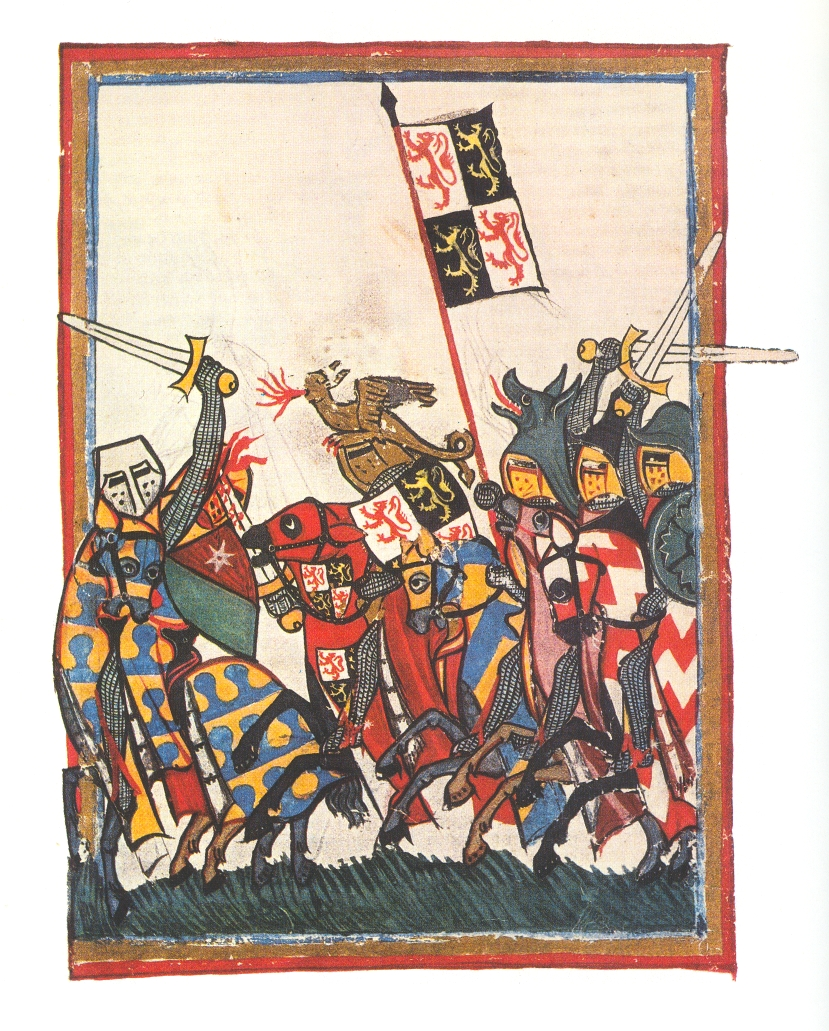
1288, de Slag bij Woeringen

Steven I van Wisch heer van Wisch 1295 (1285 - overleden na 13 juni 1329) was de zoon van Dirk I van Wisch en Herburgis.
Hij vocht op 5 juni 1288 onder graaf Otto II mee in de Slag bij Woeringen tegen hertog Jan I van Brabant.
Steven trouwde met Jutte van Borculo, dochter van Hendrik III van Borculo. Zij hadden de volgende kinderen:
- Hendrik I van Wisch, de oudste zoon van Steven I van Wisch en Jutte van Borculo, wordt aangewezen als opvolger. De nalatenschap bestaat onder andere uit diverse goederen in Doetinchem, goederen in Silvolde, twee hoven bij Emmerik, goederen bij Etten met bijbehorend benoemingsrecht van de pastoor van de kerk aldaar en goederen in Groenlo, Twente, Vreden en Overhagen in Velp. Zijn broer Dirk II volgt hem op.
- Dirk (II) van Wisch, opvolger van Hendrik I als heer van Wisch
- Sweder van Wisch
- Johan van Wisch
- Steven (II van Wisch-van Roderlo) (overleden voor 1337)
- Bernardus van Wisch (kanunnik van Sint Marie in Utrecht)
- Agnes van Wisch
- Herburg van Wisch, trouwde rond 1320 met Evert IV van Ulft, heer van Ulft.

Zijn zoon Hendrik I van Wisch, die sinds 1323 het nieuwe kasteel bewoont, volgt hem op als heer van Wisch.